# Edison e Telma
Edison e Telma é uma dupla brasileira de música cristã contemporânea, uma das mais antigas, tradicionais e longevas do nicho protestante, formada pelo casal Edison Fernandes Coelho (Campos do Jordão, 1 de janeiro de 1947), ou simplesmente Edison Coelho, e Telma Moreira de Carvalho Fernandes Coelho, ou simplesmente Telma Coelho, no início da década de 70. O trabalho dos músicos se destacou por composições autorais, somando uma longa discografia.
O maior êxito da dupla, o disco Deus Vivo, de 1983, foi considerado, por vários historiadores, músicos e jornalistas, como o 62º maior álbum da música cristã brasileira, em uma publicação de 2015.
Em 1996, a dupla gravou o disco 25 Anos, gravado ao vivo e distribuído pela gravadora MK Music.

## Discografia
- 1971: Amor e Paz
- 1971: Estrela de Davi
- 1972: Defesa Minha
- 1973: A Caravana
- 1974: Prefiro Ficar com Jesus
- 1975: Vejo a Ti Senhor
- 1976: Deus... Abre as Portas Para Mim
- 1977: A Matemática de Deus
- 1977: A Maior Riqueza
- 1978: Vale a Pena Ser Crente
- 1978: Anjo Criança
- 1979: Arca do Tesouro
- 1981: Que Bênção
- 1983: Deus Vivo
- 1985: Todo Poder
- 1986: Toca em Jesus
- 1988: Brasa Viva
- 1989: Labaredas do Espírito
- 1991: Grandes Momentos
- 1993: Está Ligado
- 1994: Fogaréu
- 1996: 25 Anos
- 2001: Sempre
- 2013: A Fé não Falha